# Callian (Var)
 Callian  es una población y comuna francesa, que se encuentra en la región de Provenza-Alpes-Costa Azul, departamento de Var, en el distrito de Draguignan y cantón de Fayence.

## Demografía
| 756 | 942 | 1203 | 1449 | 1790 | 2445 |
| Para los censos de 1962 a 1999 la población legal corresponde a la población sin duplicidades (Fuente: INSEE [Consultar]) |     |      |      |      |      |